# بانک میگروس
بانک میگروس (انگلیسی: Migros Bank) شرکت خدمات مالی و بانکداری سوئیسی است، که در سال ۱۹۵۸ تأسیس شد.